# Antonio Pavoni
Antonio Pavoni (Savigliano, 1325 – Bricherasio, 9 aprile 1374) è stato un presbitero italiano.
Nel 1856 è stato beatificato da papa Pio IX.

## Biografia
Nacque da una nobile famiglia. A 15 anni, invece di prepararsi per una professione redditizia, decise di farsi frate domenicano entrando nel convento di Savigliano, in Piemonte dove, terminati gli studi, dieci anni più tardi fu ordinato sacerdote.
A 39 anni divenne Inquisitore generale per la Lombardia, la Liguria e il Piemonte, succedendo a Pietro Cambiani. In un territorio come il Piemonte questa ufficio era molto importante: nelle valli alpine vivevano numerose comunità considerate eretiche e i loro rapporti con la Chiesa cattolica erano assai tesi. Pavoni s'illuse di poter risolvere questi dissidi con la persuasione e lo zelo apostolico: ottenne non pochi successi, ma si attirò l'ostilità di alcune comunità, che più volte lo minacciarono di morte.
Fu ucciso a Bricherasio, appena uscito dalla chiesa nella quale aveva celebrato la messa, da alcuni valdesi nella piazza del paese.

## Culto
Fu inizialmente sepolto nel paese natale e tra i suoi devoti si sparse la voce che la sua tomba fosse stata fonte di diversi miracoli. Il suo corpo è conservato nella chiesa domenicana di Racconigi.
Nel 1856 fu beatificato da papa Pio IX. La memoria liturgica è collocata al 9 aprile.